# Дворец культуры имени Чкалова (Новосибирск)
Дворец культуры и творчества имени В. П. Чкалова — дом культуры, расположенный в Дзержинском районе Новосибирска. Построен в 1970 году. Архитектор — М. М. Пирогов.

## История
В 1965 году в Дзержинском районе Новосибирска началось возведение ДК, инициированное руководством Новосибирского авиационного завода имени Чкалова.
В 1970 году состоялось открытие дворца культуры.
Первоначально было организовано 4 отдела: художественный, научно-технический, культмассовый и детский. В ДК Чкалова из клуба имени Калинина были переведены некоторые самодеятельные коллективы: хор советской песни (рук. М. Т. Попов), духовой оркестр (рук. В. И. Парфинович), цирк на сцене (рук. А. И. Гулин), ансамбль песни и пляски «Ваталинка».
С 10 по 13 апреля 1987 года в ДК Чкалова проходил первый новосибирский рок-фестиваль, на котором, в частности, выступала группа «Nautilus Pompilius». Первая часть альбома Ни кому ни кабельность — запись выступления музыкального коллектива с этого концерта. На том же фестивале, 12 апреля 1987 года, впервые выступила омская панк-рок-группа "Гражданская оборона".
В конце 80-х ДКиТ им. Чкалова стал центром всех тогдашних сибирских рок-групп: здесь многократно выступали "Калинов мост", "Путти", "Гражданская Оборона", "Закрытое предприятие" и др.
По состоянию на сегодня в ДК активно развивается деятельность, проводятся локальные ремонты помещений, планируется воссоздание сквера, а также проходят концерты творческих коллективов и сольных исполнителей федерального уровня.

## Руководители
- И. В. Серебряков (1969—1978)
- Н. А. Сапегин (1978—1988)
- В. Г. Миллер (1988—1991)
- Т. А. Ушаков (1991—1993)
- М. Б. Подольский (1993—2000)
- Г. А. Шевяков (2000—2009)
- Н. А. Ярославцева (2009—2021)
- В. Б. Трофимович (2021—2022)
- Е. А. Бобров (2022—по настоящее время)